# Militão Honório de Carvalho
Militão Honório de Carvalho, 2.º barão de Cajuru (São João del-Rei, 1830 — Andrelândia, 15 de dezembro de 1891), foi um nobre brasileiro.
Filho do 1.º barão de Cajuru, João Gualberto de Carvalho, e de sua esposa Ana Inácia Conceição Ribeiro do Vale, casou-se com sua prima Maria Cândida de Arantes.
Comendador da Imperial Ordem da Rosa, foi agraciado barão em 20 de julho de 1889.